# Kikuchi
Kikuchi (Japans: 菊池市, Kikuchi-shi) is een Japanse stad in de prefectuur Kumamoto. In 2014 telde de stad 48.748 inwoners.

## Geschiedenis
Op 1 augustus 1958 kreeg Kikuchi  het statuut van stad (shi). In 2005 werden de gemeenten Shichijo (七城町), Shisui (泗水町) en het dorp Kyokushi (旭志村) toegevoegd aan de stad.

## Partnersteden
- Nishimera, Japan
- Gimje, Zuid-Korea sinds 1985
- Sishui, China sinds 1994
- Tono, Japan sinds 1998
- Cheongwon, Zuid-Korea sinds 2005

Steden:
Amakusa · Arao · Aso · Hitoyoshi · Kami-Amakusa · Kikuchi · Koshi · Kumamoto (hoofdstad) · Minamata · Tamana · Uki · Uto · Yamaga · Yatsushiro

Districten:
Amakusa · Ashikita · Aso · Kamimashiki · Kikuchi · Kuma · Shimomashiki · Tamana · Yatsushiro
Gemeenten per district